# Michael Allaby
John Michael Allaby (geboren am 18. September 1933 in Belper, Derbyshire, England; gestorben vor 21. Mai 2025) war ein britischer Schriftsteller und Herausgeber speziell klimatischer und ökologischer Bücher mit zusätzlicher Berufserfahrung als Royal-Air-Force-Pilot, Schauspieler und Zeitschriftenredakteur.

## Berufliche Karriere

### Frühe Berufe
Von 1949 bis 1951 war Allaby police cadet (etwa „Polizeianwärter“). Danach diente er von 1951 bis 1954 in der Royal Air Force und wurde zum Piloten ausgebildet. Nach dem Verlassen der Air Force arbeitete er von 1954 bis 1964 als Schauspieler.
Am 3. Januar 1957 heiratete er Marthe McGregor.
Von 1964 bis 1972 war er Redakteur für die gemeinnützige Soil Association in Suffolk, England, und gab von 1967 bis 1972 die Zeitschrift Span heraus. Von 1970 bis 1972 war er Mitglied des Board of Directors für Ecosystems Ltd. in Wadebridge, Cornwall, England und Herausgeber von The Ecologist; 1972 wurde er Geschäftsführer.

### Tätigkeit als Schriftsteller und Herausgeber
Seit 1973 arbeitete Allaby als freier Schriftsteller.
Er publizierte weitläufig über wissenschaftliche Themen, besonders über Ökologie und Wetter. Zusätzlich schrieb er Wörterbücher und Enzyklopädien für Macmillan Publishers und Oxford University Press.

## Preise und Ehrungen
- Sein Buch The Food Chain erhielt 1984 den zweiten Preis beim Times Educational Supplement Information Book Award.
- Die New York Public Library wählte Dangerous Weather: Hurricanes als eines ihrer Bücher für Teenager 1998.
- Er gewann den Aventis-Junior-Preis der Royal Society Prizes for Science Books für wissenschaftliche Bücher im Jahr 2001 für How the Weather Works.

## Mitgliedschaften
Allaby war Mitglied der Society for the History of Natural History, der Planetary Society, der Society of Authors, der New York Academy of Sciences und der Association of British Science Writers.

## Publikationen
Michael Allaby schrieb mehr als 70 Bücher und veröffentlichte sieben Bücher als Herausgeber, von denen eine Auswahl abgegeben ist. Einige seiner Bücher wurden in Chinesisch, Französisch, Deutsch, Italienisch, Norwegisch, Schwedisch und Finnisch übersetzt.

### Als Autor
- The Eco-Activists, Knight (London, England), 1971.
- The Food Chain (André Deutsch, 1984, ISBN 0-233-97681-7)
- The Woodland Trust Book of British Woodlands, David & Charles (North Pomfret, VT), 1986.
- Into Harmony with the Planet: The Delicate Balance between Industry and the Environment, Bloomsbury Publishing (London, England), 1990.
- How the Weather Works, Reader’s Digest (Pleasantville, NY), 1995.

- ELEMENTS-Serie
  - Air: The Nature of Atmosphere and the Climate, Facts on File (New York, NY), 1992.
  - Water: Its Global Nature, Facts on File (New York, NY), 1992.
  - Earth: Our Planet and Its Resources, Facts on File (New York, NY), 1993.
  - Fire: The Vital Source of Energy, Facts on File (New York, NY), 1993.

- DANGEROUS-WEATHER-Serie
  - Hurricanes, Facts on File (New York, NY), 1997, 2nd edition, 2003.
  - Tornadoes, Facts on File (New York, NY), 1997, 2nd edition, illustrated by Richard Garratt, 2004.
  - Blizzards, illustrated by Richard Garratt, Facts on File (New York, NY), 1997, 2nd edition, 2004.
  - Droughts, Facts on File (New York, NY), 1998, 2nd edition, 2003.
  - Floods, Facts on File (New York, NY), 1998, 2nd edition, illustrated by Richard Garratt, 2003.
  - A Chronology of Weather, Facts on File (New York, NY), 1998, 2nd edition, illustrated by Richard Garratt, 2004.
  - Fog, Smoke, and Poisoned Rain, illustrated by Richard Garratt, Facts on File (New York, NY), 2003.
  - A Change in the Weather, illustrated by Richard Garratt, Facts on File (New York, NY), 2004.

- BIOMES-OF-THE-EARTH-Serie
  - Polar Regions, Grolier Educational (Danbury, CT), 1999.
  - Deserts, illustrated by Richard Garratt, Grolier Educational (Danbury, CT), 1999.
  - Oceans, Grolier Educational (Danbury, CT), 1999.
  - Wetlands, Grolier Educational (Danbury, CT), 1999.
  - Mountains, Grolier Educational (Danbury, CT), 1999.
  - Temperate Forests, illustrated by Richard Garratt, Grolier Educational (Danbury, CT), 1999.
  - Tropical Forests, illustrated by Richard Garratt, Grolier Educational (Danbury, CT), 1999.
  - Grasslands, illustrated by Richard Garratt, Grolier Educational (Danbury, CT), 1999.

- PLANTS-AND-PLANT-LIFE-Serie
  - Plant Ecology, Grolier Educational (Danbury, CT), 2001.
  - Plants Used by People, Grolier Educational (Danbury, CT), 2001.
  - Conifers, Grolier Educational (Danbury, CT), 2001.
  - Flowering Plants: The Monocotyledons, Grolier Educational (Danbury, CT), 2001.
  - Flowering Plants: The Dicotyledons, Grolier Educational (Danbury, CT), 2001.

- Michael Allaby zusammen mit Marika Hanbury-Tenison, Hugh Sharman und John Seymour: The Survival Handbook: Self-Sufficiency for Everyone, Macmillan (London, England), 1975.

- Michael Allaby zusammen mit James Lovelock
  - The Greening of Mars (1984, Warner Books, ISBN 0-446-32967-3).
  - The Great Extinction: The Solution to One of the Great Mysteries of Science, the Disappearance of the Dinosaurs (1983, Doubleday, ISBN 0-385-18011-X).[2]

- Michael Allaby zusammen mit  Peter Bunyard: The Politics of Self-Sufficiency, Oxford University Press (New York, NY), 1980.

- Michael Allaby zusammen mit Peter Crawford: The Curious Cat, M. Joseph (London, England), 1982.

### Als Herausgeber
- A Dictionary of the Environment, Macmillan (New York, NY), 1977, 4th edition published as Macmillan Dictionary of the Environment, Macmillan (London, England), 1994.
- The Oxford Dictionary of Natural History, Oxford University Press (New York, NY), 1985.
- (Mit seiner Frau Ailsa Allaby) The Concise Oxford Dictionary of Earth Sciences, Oxford University Press (New York, NY), 1990, 3rd edition, 2003.
- The Concise Oxford Dictionary of Zoology, Oxford University Press (New York, NY), 1991, 3rd edition, 2003.
- The Concise Oxford Dictionary of Botany, Oxford University Press (New York, NY), 1992, 2nd edition published as Oxford Dictionary of Plant Sciences, Oxford University Press (New York, NY), 1998.
- The Concise Oxford Dictionary of Ecology, Oxford University Press (New York, NY), 1994, 3rd edition, 2004.

## Filmografie
- You Never Can Tell (1955; zweiter Kellner)
- Doctor Who (1964; The Keys of Marinus: Larn/Ice Soldier)
- Thursday Theatre (1964; 1. Episode: Gaoler)
- Crane (1964–1965; zwei Episoden: Doctor)